# Parafia Narodzenia Najświętszej Maryi Panny w Średniej Wsi
Parafia Narodzenia Najświętszej Maryi Panny w Średniej Wsi − parafia rzymskokatolicka, znajdująca się w archidiecezji przemyskiej, w dekanacie Lesko. 

## Historia
Kościół w Średniej Wsi został zbudowany w drugiej połowie XVI wieku, jako kaplica dworska Balów. W XVII wieku pełniła funkcję zboru kalwińskiego. W 1697 odzyskana przez katolików i poświęcona pw. Narodzenia Najświętszej Maryi Panny. W 1727 z fundacji Katarzyny Balowej powstało całe wyposażenie świątyni. W latach 1959–1968 przeprowadzono generalny remont. W latach 1983–1984 dobudowano wieżę. 
25 czerwca 1977 roku dekretem bpa Ignacego Tokarczuka została erygowana parafia, z wydzielonego terytorium parafii Hoczew. W 1991 dobudowano zakrystię. 
W 2004 roku rozpoczęto budowę nowego kościoła. W 2012 roku abp Józef Michalik konsekrował kościół pw. św. Jana Pawła II.
Na terenie parafii jest 1 125 wiernych (w tym: Średnia Wieś – 1 020, Bachlawa – 210).
Proboszczowie parafii:
1977–1994. ks. Jan Wit.
1994–2001. ks. Józef Szeliga.
2001–2013. ks. Adam Zaremba.
2013– nadal ks. Mirosław Dubiel.